# Epicloud
Epicloud è il quinto album in studio del gruppo musicale canadese Devin Townsend Project, pubblicato il 18 settembre 2012 dalla HevyDevy Records.

## Antefatti
Durante un'intervista con Soundwave TV, Devin Townsend ha spiegato la nascita dell'album:
La direzione musicale di questo album è il risultato finale del percorso intrapreso dal musicista con il Devin Townsend Project nel corso dei precedenti anni; si possono infatti riscontrare tutti gli elementi che hanno caratterizzato i quattro album precedente pubblicati tra il 2009 e il 2011.

## Concezione
Il titolo dell'album, Epicloud, ha un doppio significato. Townsend ha affermato che il primo significato è ispirato alle tante volte in cui lui e la sua band si sono spostati via aerea in tour, durante le quali ha constatato quanto fosse bello che loro fossero sopra le nuvole (Epi-cloud); mentre il secondo significato è da attribuirsi all'impatto sonoro dell'album stesso (Epic-loud).
Nel disco è presente una nuova registrazione di Kingdom, originariamente inciso per il quarto album da solista di Townsend, Physicist. Il motivo per il quale Devin ha voluto registrarla di nuovo è che, essendo un pezzo praticamente fisso nei suoi concerti, gli sembrava giusto registrarla con una qualità migliore. Il brano Save Our Now è invece basato sulla melodia di The Island - Pt. II Dusk dei Pendulum, i quali ne hanno autorizzato l'impiego.
Per il brano Lucky Animals è stato realizzato un videoclip composto da un montaggio di vari filmati a stampo comico/surreale realizzati dai fan e inviati a Townsend attraverso un contest lanciato da quest'ultimo.

## Tracce
Testi e musiche di Devin Townsend, eccetto dove indicato.
1. Effervescent! – 0:43
2. True North – 3:53
3. Lucky Animals – 3:21
4. Liberation – 3:20 (Devin Townsend, Ryan VanPoederooyen)
5. Where We Belong – 4:33
6. Save Our Now – 4:01 (musica: Devin Townsend, Rob Swire)
7. Kingdom – 5:29
8. Divine – 3:17
9. Grace – 6:08 (Devin Townsend, Ryan VanPoederooyen)
10. More! – 4:04
11. Lessons – 1:06
12. Hold On – 3:57
13. Angel – 6:00

Traccia bonus nelle edizioni LP e giapponese
1. Epicloud – 6:07

Tracce bonus nell'edizione di iTunes
1. Cry Forever (Demo) – 4:00
2. Take My Ego (Demo) – 6:23

Epiclouder – CD bonus nell'edizione speciale
1. Believe (Demo) – 4:05
2. Happy Birthday (Demo) – 4:36
3. Quietus (Demo) – 5:34
4. Heatwave (Demo) – 3:36
5. Love Tonight (Demo) – 4:49
6. The Mind Wasp (Demo) – 4:40
7. Woah No! (Demo) – 4:11
8. Love and Marriage (Demo) – 4:02
9. Socialization (Demo) – 7:18
10. Little Pig (Demo) – 4:53

## Formazione
Gruppo
- Devin Townsend – voce, chitarra, sintetizzatore, ambience, voce gang
- Dave Young – chitarra, tastiera, mandolino, voce gang
- Ryan Van Poederooyen – batteria
- Brian Waddell – basso, voce gang
- Anneke van Giersbergen – voce

Altri musicisti
- Candus Churchill – coro
- Charlene Witt – coro
- Dan Walker – coro
- Dawn Pemberton – coro
- Eva Maria Harden – coro
- Jacqueline Welsh – coro
- Leora Cashe – coro
- Lonnie Delisle – coro, arrangiamento e direzione del coro
- Marcus Mosely – coro
- Rebecca Lam – coro
- Rosalind Keane – coro
- Jean Savoie – voce gang
- Mike St-Jean – voce gang
- Munesh Sami – voce gang
- Tyler Thorne – voce gang
- Graham Ord – sassofono, tromba

Produzione
- Devin Townsend – produzione, ingegneria del suono, missaggio
- Paul Silveira – assistenza tecnica, missaggio, ingegneria cori e voci gang
- Mike St-Jean – assistenza tecnica
- Paul Dutil – assistenza tecnica, assistenza al missaggio
- Mike Young – assistenza tecnica, montaggio parti di batteria
- Mattias Eklund – assistenza tecnica
- Troy Glessner – mastering
- Dom Monteleone – ingegneria parti di batteria
- Ray Fulber – registrazione sassofono e tromba